# Monolistra (Pseudomonolistra) radjai
Monolistra (Pseudomonolistra) radjai is een pissebed uit de familie Sphaeromatidae. De wetenschappelijke naam van de soort is voor het eerst geldig gepubliceerd in 2007 door Prevorcnik & Sket.